# Grundbuchzentralarchiv Kornwestheim
Unter dem Dach und dem Namen Grundbuchzentralarchiv existieren seit 2012 auf dem Salamander-Areal in Kornwestheim zwei Dienststellen des Landes Baden-Württemberg. Das Grundbuchzentralarchiv Baden-Württemberg als Dienststelle der Justizverwaltung und das Grundbuchzentralarchiv Kornwestheim, als Außenstelle des Landesarchivs Baden-Württemberg. 

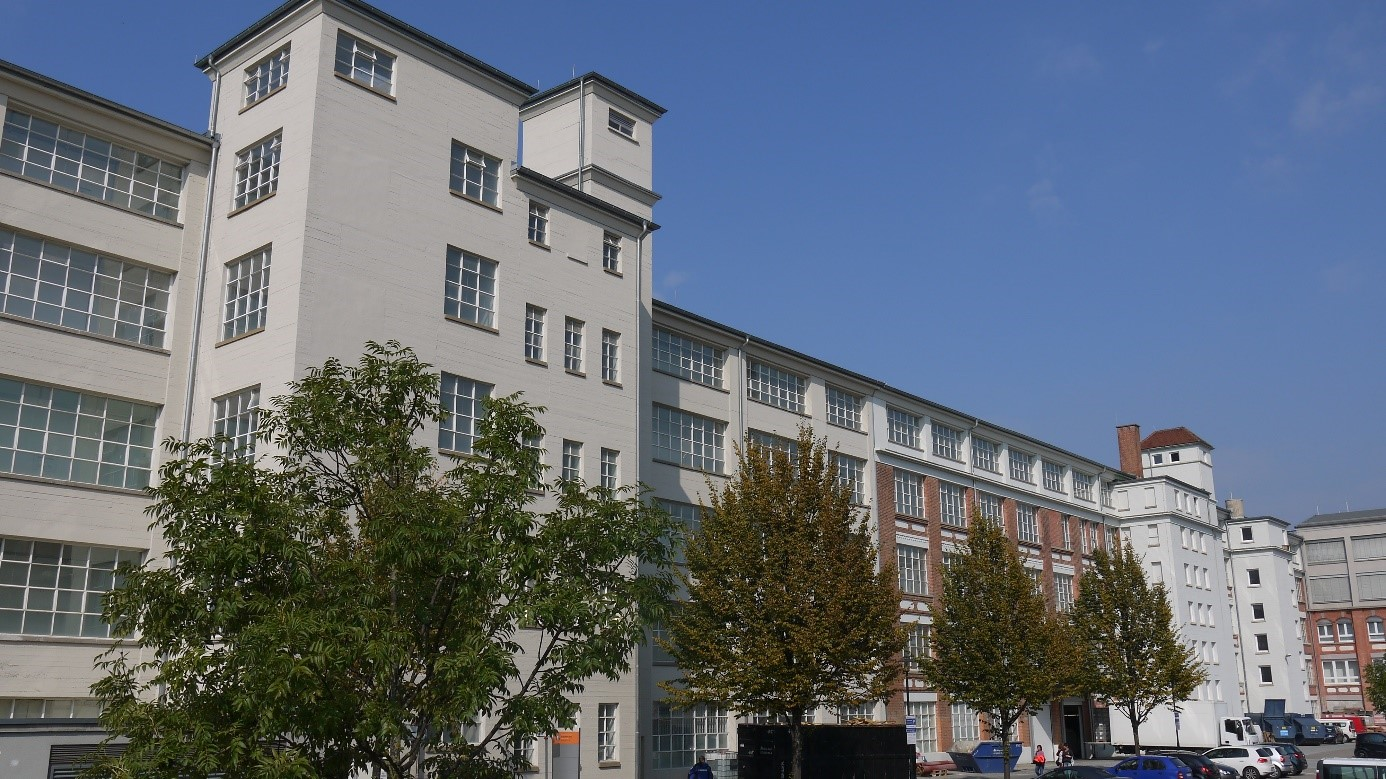
Magazintrakt des Grundbuchzentralarchivs

## Geschichte
Das Grundbuchzentralarchiv ist im Zuge der baden-württembergischen Grundbuchamts- und Notariatsreform entstanden. Bei dieser Reform wurden zwischen 2012 und 2017 sämtliche 662 bei den badischen Gemeinden und den württembergischen Notariaten geführten Grundbuchämter aufgelöst. Die Zuständigkeit für die Grundbuchführung ging an dreizehn grundbuchführende Amtsgerichte über. Sämtliche papierne Grundbuchunterlagen aus den aufgelösten Grundbuchämtern wurden nach Kornwestheim in das Grundbuchzentralarchiv verbracht, dort erfasst, eingelagert und langzeitgesichert.

## Grundbuchzentralarchiv Baden-Württemberg – Dienststelle der Justiz (Amtsgericht Ludwigsburg)
Das Grundbuchzentralarchiv als Zweigstelle der dreizehn grundbuchführenden Amtsgerichte ist zuständig für alle aktuellen Fragen zu Grundstücken (Dienststelle des Amtsgerichts Ludwigsburg). Das Grundbuchzentralarchiv Baden-Württemberg erteilt Auskunft aus den Grundbuchunterlagen nach 1900 entsprechend der bundesweit gültigen Grundbuchordnung.

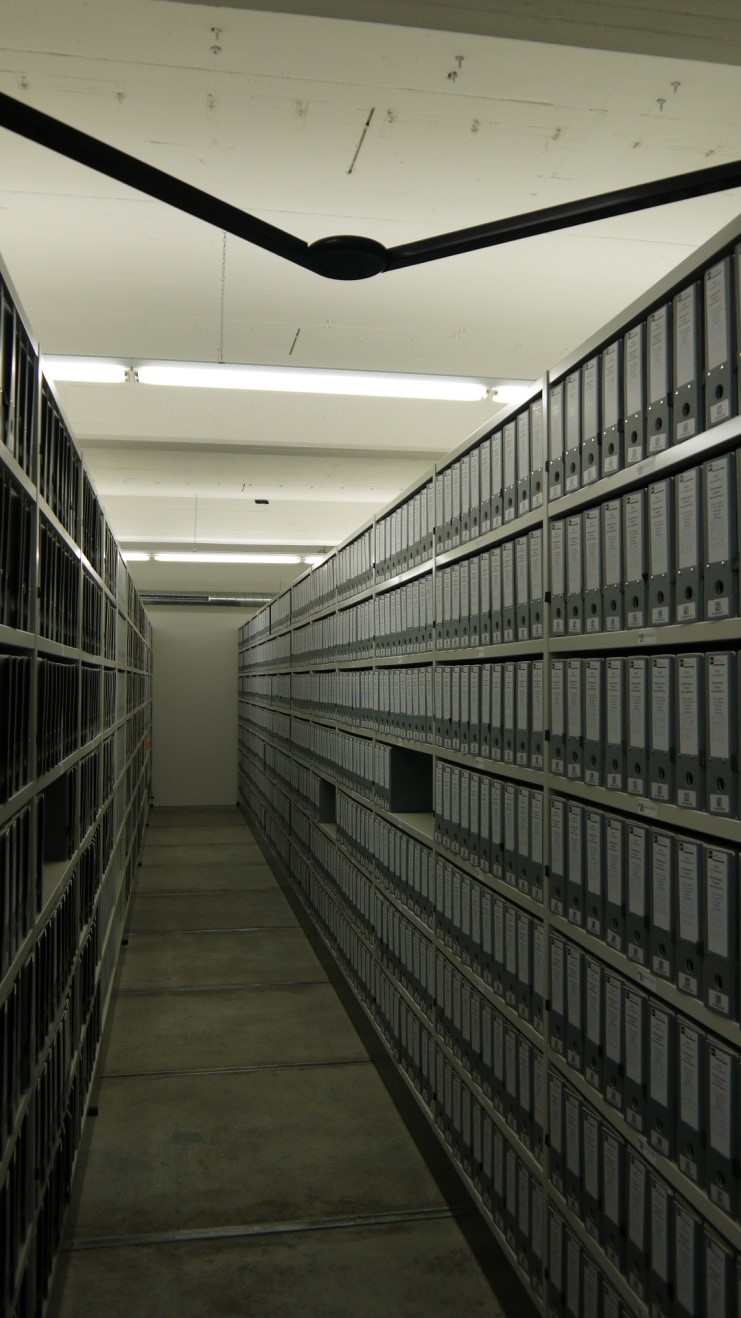
Grundaktenmagazin des Grundbuchzentralarchivs

## Grundbuchzentralarchiv Kornwestheim – Landesarchiv Baden-Württemberg, Außenstelle
Als Außenstelle des Landesarchivs Baden-Württemberg übernimmt das Grundbuchzentralarchiv Kornwestheim für die Justizverwaltung die Daueraufgabe der Verwaltung, Erhaltung und Langzeitsicherung sowie die Ausleihe der papiergebundenen und rechtserheblichen Grundbuchunterlagen an die grundbuchführenden Amtsgerichte. Im Grundbuchzentralarchiv lagern über 13,2 Mio. Grundbuchunterlagen mit einem Umfang von mehr als 162.000 lfd. m. Einen Großteil davon bilden die noch rechtserheblichen Grundbücher und Grundakten ab 1900. 
Das Grundbuchzentralarchiv verwendet bei der Verwaltung seiner Akten 2D Datamatrix-Codes. Für die Sicherung der Altbestände werden zudem RFIDs eingesetzt.

## Nutzung historischer Grundbuchunterlagen

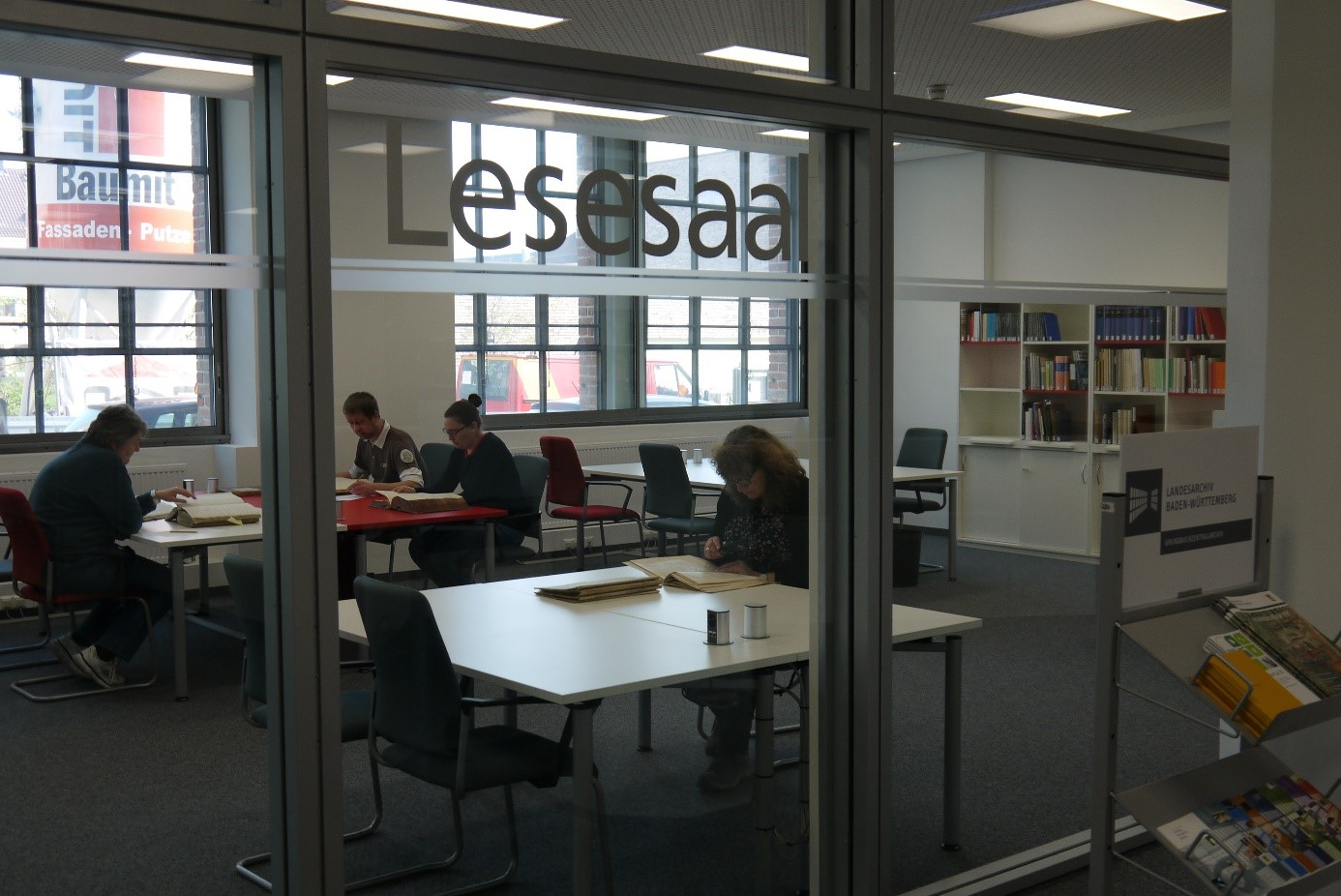
Lesesaal des Grundbruchzentralarchivs

Das Grundbuchzentralarchiv Kornwestheim gewährt Zugang zu den historischen Grundbuchunterlagen, die in der Regel aus der Zeit vor 1900 stammen. Diese Unterlagen im Umfang von ca. 9.000 lfd. m sind für die Häuserforschung, orts- und heimatgeschichtliche sowie familienkundliche Fragestellungen für alle Interessierten nach den Bestimmungen des Landesarchivgesetzes Baden-Württemberg im 2019 eingerichteten Lesesaal einsehbar. Diese Unterlagen stammen überwiegend aus den ehemals großherzoglich badischen, den königlich württembergischen und den königlich preußisch-hohenzollerischen Gebieten. 
Eine Übersicht zu den Unterlagen vor 1900 liegt vor.

## Historische Grundbuchunterlagen
Zu den badischen Grundbuchunterlagen gehören vorwiegend die in Protokollform geführten Grundbücher (auch Kaufprotokolle, Kauf- und Tauschbücher oder Gewährbücher genannt), die Pfandbücher mit Beilagen und erschließenden Verzeichnissen sowie die im Rahmen der Landesvermessung entstandenen Lagerbücher (Vorläufer der späteren Flurstückregister) mit den dazugehörigen Registern und Akten des Lagerbuchwesens.
In Württemberg zählen insbesondere die Güterbücher, Gebäudekataster, die Unterpfandsbücher, Unterpfandsprotokolle und die Kaufbücher mit den entsprechenden Beilagen und Verzeichnissen zu den historischen Grundbuchunterlagen. Die ab 1836 angelegten Servitutenbücher sind zumeist noch rechtserheblich und müssen über die Dienststelle der Justiz eingesehen werden.
In Preußen wurde bereits in den 1870er Jahren eine Grundbuchordnung erlassen, auf der das heutige Grundbuchwesen fußt. Von daher sind für den hohenzollerischen Bereich die bereits seit 1850 entstanden Grundakten und Unterpfandsbücher sowie die ab 1872 hinzugekommenen Grundbücher für die Forschung von Interesse.